# تاتیانا دولماتوفا
تاتیانا دولماتوفا ( روسی: Татьяна Долматова؛ زادهٔ ۱۴ سپتامبر ۱۹۹۲) بازیکن فوتبال  زن در پست هافبک اهل ارمنستان است.

## باشگاهی
از باشگاه‌هایی که در آن بازی کرده‌است می‌توان به تورپیدون و شیراک-هومن‌من اشاره کرد.

## تیم ملی
وی همچنین در تیم ملی فوتبال زنان ارمنستان بازی کرده‌است. 